# Данилевський Ігор Миколайович
Ігор Миколайович Данилевський (рос. И́горь Никола́евич Даниле́вский, *20 травня 1953 р., Ростов-на-Дону СРСР) — російський історик, фахівець з Київської Русі (до кінця XVI століття), доктор історичних наук, професор.

## Життєпис
У 1970—1975 роки навчався на історичному факультеті Ростовського державного університету (диплом з відзнакою Я № 272055 Спеціальність: історія; кваліфікація: історик, викладач історії та суспільствознавства).
У 1975—1978 рр. — аспірант кафедри джерелознавства та допоміжних історичних дисциплін Ростовського державного університету.
У вересні 1978 р. — травні 1983 року — асистент, старший викладач кафедри історії СРСР, заступник декана історичного факультету Ростовського державного педагогічного інституту.
У 1981 році в Московському державному університеті імені Ломоносова захистив дисертацію на здобуття наукового ступеня кандидата історичних наук за темою «Часові дані письмових джерел та методи датування історичних фактів» (Спеціальність 07.00.09 — історіографія, джерелознавство та методи історичного дослідження).
У травні 1983 р. — серпні 1988 року — інспектор-методист, заступник начальника відділу викладання суспільних дисциплін Головного управління вищих і середніх педагогічних навчальних закладів Міністерства освіти РРФСР.
У серпні 1988 р. — вересні 1989 року — директор Республіканського навчально-методичного кабінету з вищої та середньої педагогічної освіти Міністерства освіти (Міністерства народної освіти) РРФСР.
У вересні 1989 р. — січні 1994 року — доцент кафедри історії СРСР дорадянського періоду (кафедри історії Росії) Московського державного педагогічного інституту імені В. І. Леніна (Московського педагогічного державного університету).
У січні 1994 р. — вересні 1996 року — завідувач лабораторією становлення особистості в історичному розвитку Інституту розвитку особистості Російської академії освіти.
У вересні 1996 р. — лютому 2001 року — доцент, завідувач лабораторією кафедри джерелознавства та допоміжних історичних дисциплін Історико-архівного інституту РДГУ.
У лютому 2001 р. — січні 2010 року — заступник директора з наукової роботи, керівник Відділу соціокультурних досліджень, центру «Історія приватного життя і повсякденності» Інституту загальної історії РАН.
2004 року в Російському державному гуманітарному університеті захистив дисертацію на здобуття наукового ступеня доктора історичних наук за темою «Герменевтичні основи вивчення літописних текстів» (спеціальність 07.00.09 — історіографія, джерелознавство та методи історичного дослідження).
З 2008 року професор, з 2010 року — завідувач кафедри історії ідей і методології історичної науки Факультету історії Вищої школи економіки.
Автор понад 150 наукових публікацій. У 2015 році виступив співавтором книги "История Украины", в якій написав першу частину.
У лютому 2022 року підписав відкритий лист російських науковців та наукових журналістів із засудженням вторгнення Росії в Україну.

## Праці
Монографії
- Данилевский И. Н., Пронштейн А. П., Вопросы теории и методики исторического исследования. — М., 1986 г. (рос.)
- Данилевский И. Н., Древняя Русь глазами современников и потомков (IX—XII вв.): курс лекций. [Архівовано 24 лютого 2016 у Wayback Machine.] — М.: Аспект-Пресс, 1998 ISBN 5-7567-0219-9 (2-е изд. 2001) (рос.)
- Данилевский И. Н., Русские земли глазами современников и потомков (XII—XIV вв.): курс лекций. — М., 2001. (рос.)
- Данилевский И. Н., Повесть временных лет: герменевтические основы изучения летописных текстов. — М., 2004. (рос.)

Статті
- Данилевский И. Н., Холопское счастье Даниила Заточника [Архівовано 4 березня 2016 у Wayback Machine.] // Казус. Индивидуальное и уникальное в истории. — Вып. 4. — М., 2002. — С. 94—107. (рос.)
- Данилевский И. Н., Ледовое побоище: смена образа [Архівовано 5 березня 2016 у Wayback Machine.] // журнал «Отечественные записки». — 2004. — № 5. (рос.)
- Данилевский И. Н., Цитаты, которые мы изучаем // Одиссей. Человек в истории. 2004. — М., 2004. — С. 299—317. (рос.)
- Данилевский И. Н., Александр Невский: Парадоксы исторической памяти [Архівовано 28 серпня 2016 у Wayback Machine.] // «Цепь времён»: проблемы исторического сознания. — М.: ИВИ РАН, 2005. — С. 119—132. (рос.)
- Данилевский И. Н., «Влесова книга [Архівовано 8 липня 2016 у Wayback Machine.]» // Православная энциклопедия. Том IX. — М.: Церковно-научный центр «Православная энциклопедия», 2005. — С. 128—129. — 752 с. — 39 000 экз. — ISBN 5-89572-015-3 (рос.)